# Alguien por quien vivir (telenovela argentina)
Alguien por quien vivir fue una telenovela argentina emitida en 1975 por (Canal 13), protagonizada por Alberto Martín, Leonor Benedetto y Ana María Picchio, junto con Mariana Karr, Cristina del Valle y Claudio Levrino.

## Guion
La telenovela fue escrito por Carlos Lozano Dana, conocido por crear historias como Una promesa para todos (1977), Romina (1980), Eugenia (1981), La búsqueda (1982), Pelear por la vida (1984) y más.

## Elenco
- Alberto Martín - Camilo
- Leonor Benedetto - Pilar Corvalán
- Ana María Picchio - Luján Montero
- Alejandro Marcial - Manuel
- Cristina del Valle[1] - Margarita
- Claudio Levrino[2] - Eduardo
- Mariana Karr - Fernanda
- Gigi Rua - Natalia
- Julia Sandoval - Prudencia
- Iris Láinez - Asunción
- Dora Ferreiro - Montserrat
- Moria Casán - Sandra

## Equipo Técnico
- Historia original - Carlos Lozano Dana.
- Asesor de vestuario: Guillermo Blanco
- Escenografía: Seijas
- Iluminación: Adolfo Abate
- Asistente de dirección: Alfredo Caliñanes
- Producción-Dirección - Edgardo Borda.

## Versiones
- En 1982, en Chile, se realizó una nueva versión de esta telenovela titulada  con el mismo nombre, Quien fue protagonizada por Sonia Viveros, Cristián Campos y Claudia Di Girolamo.